# Швейцарська фондова біржа SIX
Швейцарська фондова біржа SIX (SIX Swiss Exchange) (раніше SWX Swiss Exchange), що базується в Цюриху, є основною фондовою біржею Швейцарії (іншою є Berne eXchange). SIX Swiss Exchange також торгує іншими цінними паперами, такими як швейцарські державні облігації та деривативами, такими як опціони на акції.
SIX Swiss Exchange повністю належить SIX Group, публічній компанії з обмеженою відповідальністю, яка не зареєстрована на біржі та контролюється 122 банками або фінансовими установами.
Біржа в її нинішньому стані була заснована в 1993 році шляхом злиття Женевської фондової біржі, Базельської фондової біржі та Цюрихської фондової біржі в Verein Schweizerische Effektenbörse (німецька «Швейцарська асоціація бірж цінних паперів»), відома англійською як Swiss Exchange. Новостворена асоціація взяла на себе торгівлю в 1995 році. Це була перша фондова біржа у світі, яка включила повністю автоматизовану систему торгівлі, клірингу та розрахунків.
У 1999 році асоціація була перейменована на SWX Swiss Exchange. У 2002 році асоціація була змінена на публічну акціонерну компанію під назвою SWX Swiss Exchange AG. У липні 2004 року він відхилив пропозицію Deutsche Börse про злиття, яку аналітики вважали прибутковою для багатьох невеликих компаній, зареєстрованих на SWX Swiss Exchange. У 2008 році SWX Swiss Exchange об’єдналася з SIS Group і Telekurs у нову SIX Group і була перейменована на SIX Swiss Exchange, яка й досі залишається її назвою в 2020 році.
SIX Swiss Exchange підтримує кілька основних індексів. Найвідомішим індексом є Swiss Market Index (SMI), який складається з 20 найбільших і найбільш ліквідних компаній SPI. SPI, або Swiss Performance Index, містить понад 200 компаній, зареєстрованих на біржі, які відповідають вимогам. SLI, або Swiss Leader Index, є обмеженим індексом, який включає деякі з 30 найбільших компаній. SBI, або Swiss Bond Index, відстежує зобов’язання, випущені в швейцарських франках. Ринкова капіталізація всіх компаній, зареєстрованих на SIX Swiss Exchange, у 2018 році склала 1,6 трильйона швейцарських франків, що робить її однією з провідних бірж у світі за капіталізацією.

## Історія

### Перші швейцарські біржі
Перші біржі в Швейцарії були створені локально у великих швейцарських містах по всій Швейцарії з дозволу кантональної влади. Женева проклала шлях у 1850 році, коли було засновано Société des agents de change réunis (англ.: United Brokers Association). Його торговий зал був відкритий у 1855 році та схвалений Великою радою Женеви у 1856 році. У 1866 або 1876 роках відкрилася Basler Börse (джерела не погоджуються) у Базелі, а також ще один у Цюриху в 1873 році. Бернська біржа, яка існує досі сьогодні була заснована в 1884 році. Менші біржі також були створені в Лозанні в 1873 році, в Санкт-Галлені в 1887 році та в Невшателі в 1905 році. Кантони обкладали біржі податком на додану вартість.
Під час Першої світової війни всі швейцарські біржі були закриті, за винятком торгівлі облігаціями на Женевській біржі. Депресія 1920–1921 рр. супроводжувалася зростанням ринку в 1920-х роках, під час якого в Цюриху за адресою Bleicherweg 5, поблизу Парадеплац, була побудована нова будівля біржі (alte Börse, німецькою мовою означає «стара біржа»). Будівля все ще стоїть, але більше не використовується як обмін.
Після Великої депресії 1930-х років був введений федеральний банківський закон. Цей закон все ще діє сьогодні, і в його редакції станом на 2020 рік вимагає дозволу FINMA на здійснення банківської діяльності, а також належної перевірки та банківської таємниці. Також обговорювався закон про обмін, але не був внесений. Нарешті, швейцарські біржі повинні були об’єднатися в рамках асоціації бірж цінних паперів, щоб створити реєстраційний офіс, щоб Швейцарський національний банк міг мати бажаний вплив.

### Післявоєнні часи
Після Другої світової війни банківські збори за угоди на біржах були уніфіковані на конференції брокерів. У середині 1950-х років доходи бірж досягли нових максимумів, як і в періоди до або між війнами до 1929 року. Цей розвиток тривав до ковзання Кеннеді 1962 року, який був спровокований заходами проти економічного спаду, краху Нью-Йорка і Кубинська ракетна криза.
Після дерегуляції та припинення дії Бреттон-Вудської системи (фіксованих валютних курсів) Сполученими Штатами у 1970-х роках почалася фундаментальна трансформація економіки та фінансового ландшафту, яка триває й сьогодні. Коливання обмінних курсів несли нові ризики для економіки, і виникла потреба в рішеннях хеджування. Фінансові деривативи були введені у відповідь на цю потребу, і в 1973 році Чиказька біржа опціонів була створена як біржа, яка обробляє лише деривативи. З нафтовою кризою 1974 року економіка пережила найбільшу післявоєнну рецесію з 1931 року. У Швейцарії нафтовий шок призвів до такого сплеску інвестиційних грошей, що почали розглядати питання про закриття бірж.

## Нова економіка
У 1993 році Женевська фондова біржа, Базельська фондова біржа та Цюрихська фондова біржа об’єдналися в SWX Swiss Exchange. 16 серпня 1995 року на торгових майданчиках востаннє пролунали дзвони про закриття, завершивши епоху, що охоплює понад століття. Їх замінила перша в світі автоматизована система торгівлі, клірингу та розрахунків.
Після того, як міжнародні фінансові ринки оговталися після азійської кризи 1997/1998 рр. і російської кризи 1998 р., з жовтня 1998 р. настав дворічний період тривалого підвищення ринку. Цей ринок підвищення був в основному викликаний новим економічним бумом і перехідним періодом того часу. . Однак бум був більш обмеженим на швейцарських фондових індексах, оскільки в них домінують фармацевтичні, харчові та фінансові цінності, тоді як інтернет-компанії та технологічні компанії відіграють лише другорядну роль. Отже, лише в травні 2000 року швейцарський індекс ефективності знову перетнув пік у 5237 пунктів, якого він досягав перед російською кризою. 23 серпня 2000 року він досяг свого історичного максимуму в 5770 пунктів. Лопнув бульбашка дот-комів, що призвело до падіння цін на акції в усьому світі та не пощадило фондових індексів Швейцарії. SPI вийшов на ведмежий ринок. До 22 березня 2001 року він втратив понад 20% від свого попереднього піку, і в цей день він досяг тимчасового дна.
Після короткої фази відновлення SPI почав безперервно падати з травня 2001 року. Атаки 11 вересня ще більше прискорили цю еволюцію, розпочату з лопнувши бульбашки доткомів. Індекс SPI досяг свого дна в 2603 пункти через півтора роки, 12 березня 2003 року, на піку епідемії SARS та війни в Іраку.

### SIX Group
У травні 2007 року SWX Group, SIS Group і Telekurs Group оголосили про злиття в новий холдинг під назвою Swiss Financial Market Services AG.[7] Злиття було офіційним у 2008 році, і нова компанія була перейменована на SIX Group AG. Того ж року SWX Swiss Exchange була перейменована на SIX Swiss Exchange.

## Дочірні компанії та придбання

### Eurex
З 1998 по 2012 рік SIX Swiss Exchange володіла 15% Eurex, другої після Чиказької товарної біржі найбільшої у світі біржі ф’ючерсів і деривативів разом зі своїм німецьким партнером Deutsche Börse (85%). Deutsche Börse придбала 15% акцій у SIX Swiss Exchange у 2012 році [11], ставши її єдиним власником.

### SWX Європа
SWX Swiss Exchange, як вона називалася з 1999 року, придбала біржову платформу Tradepoint, перейменовану на Virt-x, для торгівлі 32 швейцарськими акціями блакитних фішок, що регулюється Управлінням фінансових послуг Британії. Нову платформу було відкрито 25 червня 2001 року. Головними цілями були, з одного боку, побудувати загальноєвропейську біржу, а з іншого боку – пом’якшити міграцію обсягу торгів акціями SMI на Лондонську біржу.
Компаніям, зареєстрованим на біржі, було запропоновано вибір між двома сегментами ринку для акцій SMI: сегментом ринку, регульованим ЄС, і сегментом ринку, регульованим біржами Великобританії. Обидва сегменти підпорядковувалися правилам Управління фінансових послуг Британії, а сегмент ЄС також підлягав нормам ЄС.
У 2008 році Virt-x було перейменовано на SWX Europe. У 2009 році діяльність SWX Europe припинилася, а торгівлю було переведено на SIX Swiss Exchange.

### Міжнародна біржа цінних паперів
30 квітня 2007 року швейцарська біржа SWX придбала спільно з Deutsche Börse американську біржу опціонів ISE. Після придбання International Securities Exchange Holding (ISE) з’явилася одна з найбільших торгових платформ для фінансових деривативів. Ціна ISE становила 2,8 мільярда доларів, і вона фінансувалася через Eurex, яка тоді належала 85% Deutsche Börse і 15% SWX Swiss Exchange. У 2006 році дохід ISE склав близько 178 мільйонів доларів, а прибуток – близько 55 мільйонів доларів. ISE залишається незалежною та зберігає свою структуру та брендинг.

### Scoach
1 січня 2007 року SWX Swiss Exchange і Deutsche Börse спільно заснували та керували біржею структурованих продуктів, спільним підприємством під назвою Scoach.
У лютому 2013 року Scoach було розділено на Scoach Europa AG, що повністю належить Deutsche Börse, і Scoach Schweiz AG, що повністю належить SIX Swiss Exchange. У листопаді 2013 року Scoach Schweiz AG було перейменовано на SIX Structured Products.

## Штаб
У 2002 році штаб-квартиру було перенесено на Зельнауштрассе. У 2017 році вони знову переїхали до Hard Turm Park у Західному Цюриху.

## Технологічний прогрес
Вперше в світі в 1962 році обмінне телемовлення було запроваджено в Базелі та Цюриху. Банки почали використовувати комп'ютери, тоді як біржі пішли за ними більш нерішуче. У 1964 році Цюрихська фондова біржа доручила Telekurs дослідити, як на біржі можна використовувати комп’ютерні технології. Лише у 1980-х роках комп’ютери нарешті знайшли свій шлях до бірж. 8 грудня 1995 року було запроваджено електронну торгівлю іноземними акціями, а 2 серпня 1996 року — швейцарськими акціями та опціонами. Нарешті, 16 серпня 1996 року облігації також продавалися в електронному вигляді, і торговельний майданчик був припинений.
3 грудня 2020 року SIX Swiss Exchange у співпраці з Банком міжнародних розрахунків і Національним банком Швейцарії завершили перевірку концепції оптової цифрової валюти центрального банку на платформі розподілених цифрових активів.

## Інші послуги
SIX Swiss Exchange є частиною SIX Group, яка надає ряд інших послуг фінансової інфраструктури в Швейцарії. До них належать кліринг, дія в якості центрального контрагента, послуги зберігання, послуги ринкових даних, реєстр акцій, платіжні послуги та керування системою валового розрахунку в режимі реального часу (RTGS) від імені центрального банку Швейцарії, Швейцарського національного банку.